# Hospital Adventista de São Paulo
O Hospital Adventista de São Paulo faz parte das instituições de saúde da Igreja Adventista do Sétimo Dia. Está localizado na Zona Central de São Paulo.

## História
No dia 05 de abril de 1941, a Igreja Adventista do Sétimo Dia comprou um palacete no bairro da Aclimação, em São Paulo, por 200 contos de réis com o objetivo de instalar a primeira instituição médica missionária no Brasil.
- 1942 foi inaugurada a "Casa de Saúde Liberdade"[1], como primeiro Diretor Clínico foi eleito Galdino Nunes Vieira, como enfermeiras foram convidadas a norte-americana Freda Trefz (chefe de enfermagem) e Lilian Wentz (especializada no método Kenny para tratamento de paralisia infantil, epidemia que em 1944 assolou a cidade de São Paulo. A casa de Saúde Liberdade alcançou notoriedade pública atendendo a uma média de 100 crianças por dia.

- 1960 a Casa de Saúde Liberdade passa-se a denominar "Hospital e Casa de Saúde Liberdade" para logo depois chamar-se "Hospital Adventista da Liberdade".
- 1973, após grande ampliação recebeu nome definitivo de "Hospital Adventista de São Paulo".
- 1979 adquiriu e administrou a Clínica Adventista de São Roque, hoje Clínica Adventista de Vida Natural, situada em São Roque, recebeu emancipação do Hospital Adventista de São Paulo em março de 1982.

- 2012 (fevereiro) inicia a construção de uma nova torre, com intenção de triplicar a capacidade de atendimento.[2]

## Instalações
Além do prédio principal, onde concetra-se o atendimento às maioria das especialidades aos pacientes, o HASP (como é conhecido) estende-se, de forma decentralizada, em dois Centros Médicos:
- Hospital Adventista de São Paulo - Unidade Sul (atende principalmente a usuários oriundos de sua Zona.
- Hospital Adventista de São Paulo - Unidade Central (atende as demais regiões de São Paulo).

## Especialidades Médicas
Dentre as especiaidades médicas ofertadas no HASP apontam-se como as principais: 
| - Alergologia - Angiologista - Cardiologista - Cirurgia de cabeça e pescoço - Cirurgião plástico - Cirurgia Vascular - Clínica Geral - Dermatologista - Endocrinologia | - Fisioterapia - Fonoaudiologia - Gastroenterologista - Geriatra - Ginecologia e obstetrícia - Infectologista - Mastologista - Neurologista - Nutricionista | - Oftamologista - Oncologia - Ortopedista - Otorrinolaringologista - Pediatra - Psicóloga - Psiquiatra - Reumatologista - Urologista |  |

## Assistência Social
O hospital sendo uma instituição da Igreja Adventista do Sétimo Dia, assim como as demais instituições ligadas a Igreja, dedica-se notavelmente à assistência social, direcionada de forma especial as comunidades mais carentes. 
Entre os programas sociais destacam-se:

### HASP Vai a Comunidade

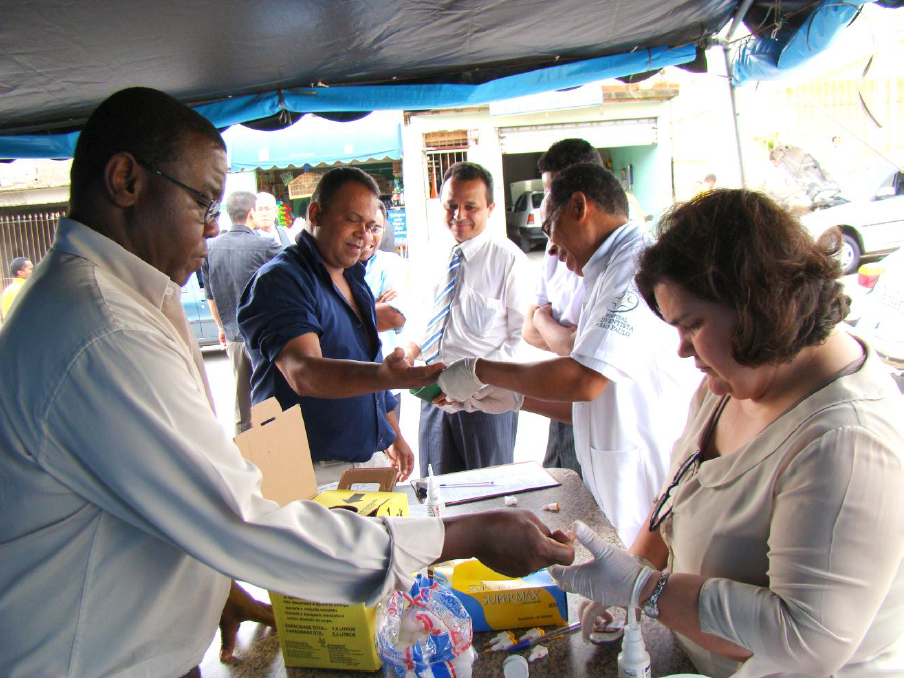
HASP vai à Comunidade

Neste programa o hospital organiza um grupo de profissionais da área (médicos, fisioterapeutas, nutricionistas,enfermeiros, técnicos em enfermagem),  que na comunidade, fazem palestras sobre hábitos de saúde, contra o tabagismos (programa como deixar de fumar). Além de atender de forma direta, aferindo pressão sanguínea, medindo o nível de glicemia e, através de um questionário direcionado, define, através de um programa computadorizado, a idade da saúde do individuo.

### Projeto Saúde Bucal

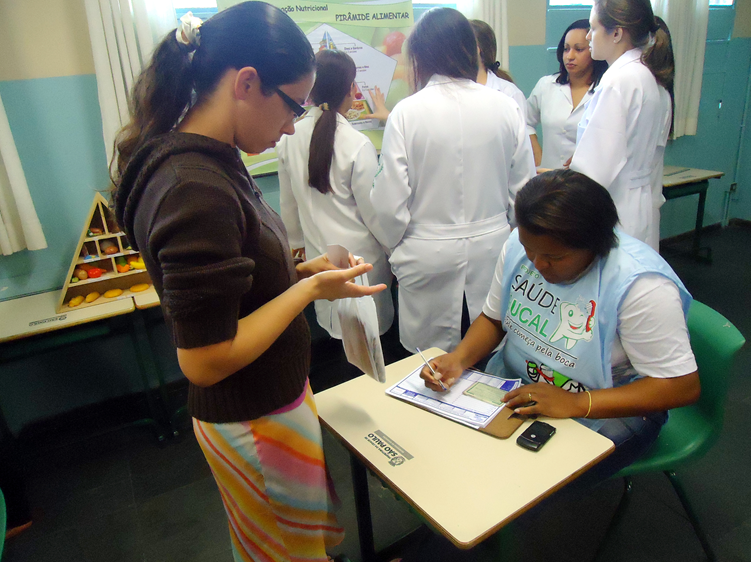
Projeto Saúde Bucal

Neste projeto profissionais dentistas orientam crianças, em escolas publicas, no trato com os dentes e boca, ensinando a importância da escovação e conscientizando da importância de manter a boca sempre limpa, além de distribuir quites odontológicos. 

### Eventos
Neste programa o hospital vai a locais onde ocorrem eventos sociais, na Capital, interior e mesmo em outros estados, onde participa de feiras de saúde,  presta serviço de remoção de urgência e emergência, para as quais conta com ambulância própria, médicos, enfermeiros, técnicos em enfermagem, e outros profissionais na área, prestando atendimento no local e/ou transportando à hospitais da região.  

#### Principais Eventos
| - Aventuri - Campori - Expo-saúde - Circuito da Saúde | - Futuro com Esperança - Quebrando o Silencio - Lares de Esperança - Fóruns e conferências |  |

Todos os programas e seus procedimentos são ofertados, ou seja, não há ônus ou qualquer despesa por parte dos contemplados.

## Galerias de Imagens

Casa de Saúde Liberdade recebe a denominação de Hospital e Casa de Saúde Liberdade.Casa de Saúde Liberdade recebe a denominação de Hospital e Casa de Saúde Liberdade.
Hospital e Casa de Saúde Liberdade, ver-se aos fundos o inicio da construção do prédio que pouco tempo depois receberia a denominação final, Hospital Adventista de São Paulo,Hospital e Casa de Saúde Liberdade, ver-se aos fundos o inicio da construção do prédio que pouco tempo depois receberia a denominação final, Hospital Adventista de São Paulo,
Hospital e Casa de Saúde Liberdade, ver-se aos fundos o inicio da construção do prédio que pouco tempo depois receberia a denominação final, Hospital Adventista de São Paulo,Hospital e Casa de Saúde Liberdade, ver-se aos fundos o inicio da construção do prédio que pouco tempo depois receberia a denominação final, Hospital Adventista de São Paulo,
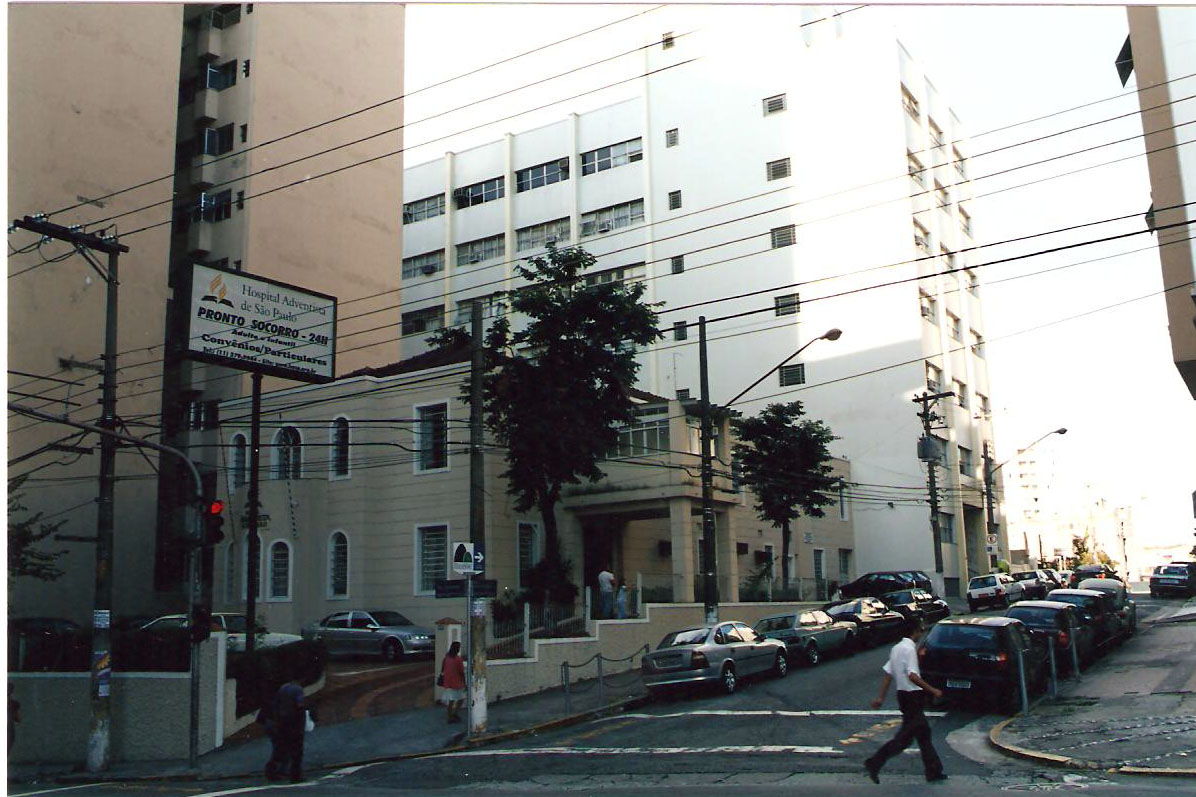
Hospital Adventista de São Paulo, década de 90.
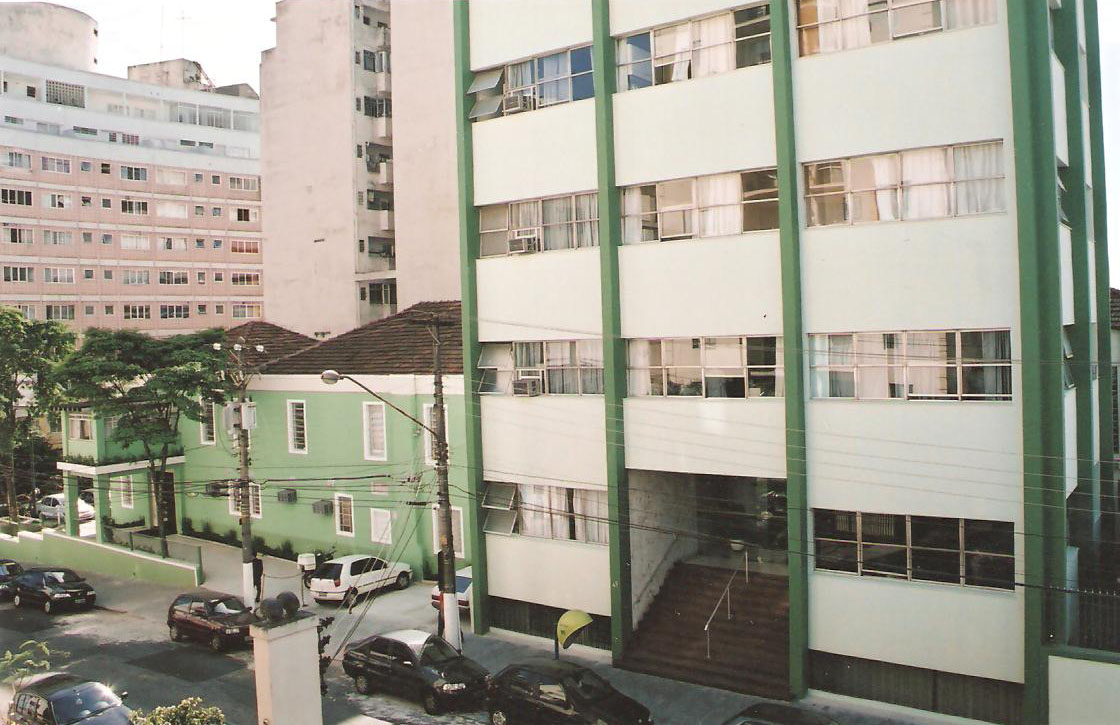
Hospital Adventista de São Paulo em 2004/2005.
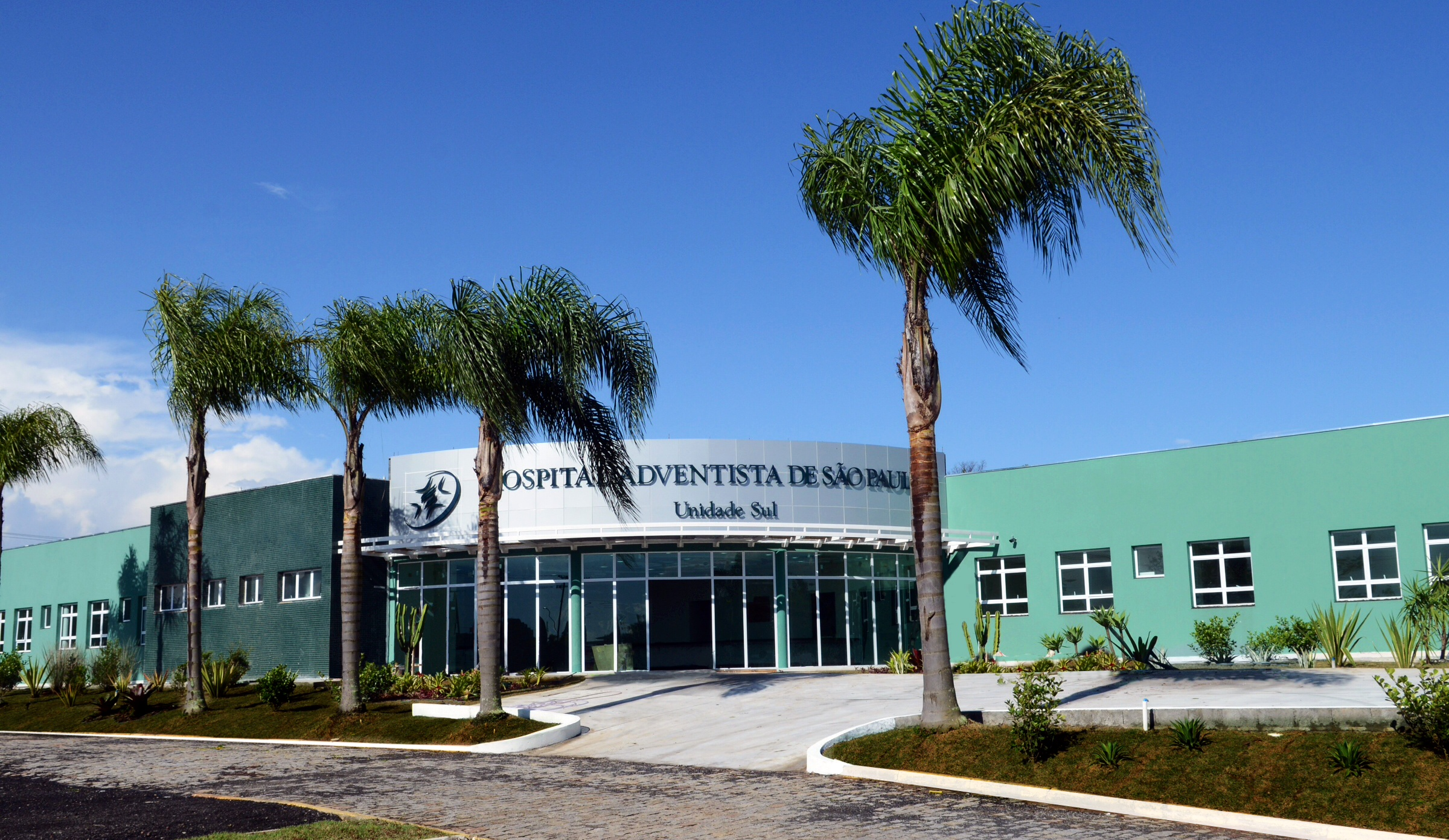
Fechada Unidade Sul.